# Les Agouillons
Les Agouillons är en kulle i Schweiz. Den ligger i distriktet Jura-Nord vaudois och kantonen Vaud, i den västra delen av landet, 90 km väster om huvudstaden Bern. Toppen på Les Agouillons är 1 167 meter över havet.